# رومان آنوشکین
رومان آنوشکین (روسی: Роман Сергеевич Аношкин؛ زادهٔ ۳۱ اوت ۱۹۸۷) ورزشکار اهل روسیه است.
وی در مسابقات کشوری و بین‌المللی در مجموع برندهٔ ۱ مدال نقره، ۳ مدال برنز شده‌است.